# SJ Tp
Die Baureihe Tp wurde von Statens Järnvägar (SJ) Anfang der 1950er Jahre beschafft, um Dampflokomotiven auf schwedischen Schmalspurstrecken zu ersetzen. Der Auftrag umfasste 25 Lokomotiven, von denen 20 von MaK in Kiel geliefert wurden. Fünf weitere wurden unter Lizenz in Schweden von AB Svenska Järnvägsverkstäderna (ASJ) in Falun gebaut. Abweichend von der üblichen schwedischen Farbgebung wurden diese Lokomotiven in grün lackiert und hatten eine rote Pufferleiste.

## Einsatz
Die Lokomotiven wurden in Västergötland und Småland sowie später auf der Roslagsbana und im Norden in Uppland eingesetzt. Sie waren in der Gegend um Kalmar und auf Öland zu sehen. Im Zusammenhang mit dem Abbau der Strecke Uddeholm–Deje 1990/91 war Tp 3500 auch kurzfristig an die Nordmark–Klarälvens Järnväg vermietet.
Die Lokomotiven waren für Schmalspurstrecken sehr schwer. Dies führte gelegentlich zu Entgleisungen. Einige Streckenabschnitte waren für den Einsatz zu schwach, deshalb wurden dort weiterhin Dampflokomotiven eingesetzt. Ein Beispiel war die Strecke Växjö–Brittatorp–Oskarshamn, wo Dampflokomotiven bis 1963 regelmäßig in Betrieb blieben.
Bis Mitte der 1960er Jahre wurden mit den Lokomotiven Personen- und Güterzüge befördert, später nur noch Güterzüge. Dann wurden einige Schmalspurbahnen auf Normalspur umgespurt oder stillgelegt, so dass die SJ einen Teil der Tp nicht mehr benötigte. 15 Lokomotiven wurden auf Normalspur umgebaut und erhielten die Baureihenbezeichnung T23.
Sechs Lokomotiven wurden in den 1970er Jahren verschrottet, während die vier anderen bis in die 1980er Jahre im Dienst blieben. Die beiden bis zur Betriebseinstellung 1986 auf der Strecke Växjö−Västervik eingesetzten Lokomotiven erhielten Puffer, um Normalspur-Güterwagen mit Überführungswagen befördern zu können. Die beiden anderen befuhren bis zur Stilllegung 1987 die Strecke Nossebro–Vara–Skara–Götene.
Diese vier Lokomotiven blieben erhalten und sind heute bei der Upsala–Lenna Jernväg, Anten–Gräfsnäs Järnväg und Skara–Lundsbrunns Järnvägar eingestellt.